# Опасни миш (ТВ серија из 1981)
Опасни миш (енгл. Danger Mouse) је најпопуларнија британска цртана телевизијска серија коју је продуцирала компанија Cosgrove Hall Films за Thames Television. За кога показује истоименог Опасног миша који је радио као тајни агент и пародија је најпопуларнијег глумца Џејмс Бонд.
Након 2015. године добио је римејк верзију за CBBC телевизији.

## Радња
Негде у Лондону, испред ове улице ближи се црвено поштанско сандуче, али пред тога живе Опасни миш, тако и његов асистент Пенфолд, због тога наређује и шеф Колонел због тајних случаја, борећи се са непријатељима: попут Барона Жабића и Стилето.

## Ликови
- Опасни миш (глас позајмљује: Дејвид Џејсон, на српском: Иван Зарић) - главни јунак цртаног филма, нарочито и светски тајни агент, заправо, да има и своју шифру.
- Ернест Пенфолд (глас позајмљује: Тери Скот, на српском: Небојша Миловановић) - хрчак који му је и асистент и помоћник, и увек забрља Опасном мишу због неких разлога. Због који грешком наведен да је он кртица, али пред тога Брајан Козгров је изјавио да је Пенфолд хрчак.
- Пуковник К (глас позајмљује: Едвард Кесли, на српском: Небојша Миловановић) - шеф Опасног миша који је Чинчила, још после две сезоне, псоле две сезоне, постао је све одсутнији, имао је тенденцију да осујети и Опасног миша и Пенфолда због његове тенденције да прича бесмислице.
- Барон Жабић (глас позајмљује: Едвард Кесли, на српском: Иван Зарић) - највећи непријатељ Опасног миша, жаба због што ће навести Опасног миша у велике невоље.
- Стилето (глас позајмљује: Брајан Трумен, на српском: Небојша Миловановић) - гавран италијанског порекла за кога се некад зове "Бароне", италијански реч за "Барон". Ал' је Баронов асистент тога.
- Неро (глас позајмљује: Дејвид Џејсон) - Баронов најомиљенији љубимац гусеница, за који је он рађен од стране мачке Ернст Ставро Блофелда из Џејмс Бонд серијала.

## Награде
Серија Опасни миш је био номинован за 11 БАФТА награда након првог епитовања:

### БАФТА филмс
| Година | Награда                                                  | Категорија | Резултат   | Референца |
| ------ | -------------------------------------------------------- | ---------- | ---------- | --------- |
| 1984   | 37. Британска академија филмске и телевизијске уметности | 4. сезона  | Номинација |           |
| 1985   | 38. Британска академија филмске и телевизијске уметности | 5. сезона  | Номинација |           |
| 1986   | 39. Британска академија филмске и телевизијске уметности | 6. сезона  | Номинација |           |
| 1987   | 38. Британска академија филмске и телевизијске уметности | 7. сезона  | Номинација |           |

### БАФТА ТВ
| Година | Награда                                      | Категорија       | Резултат   | Референца |
| ------ | -------------------------------------------- | ---------------- | ---------- | --------- |
| 1983   | Children's Programme - Entertainment / Drama | 2. или 3. сезона | Номинација |           |
| 1984   | Children's Programme - Entertainment / Drama | 4. сезона        | Номинација |           |
| 1984   | Short Animation                              | 4. сезона        | Номинација |           |
| 1985   | Short Animation                              | 5. сезона        | Номинација |           |
| 1986   | Children's Programme - Entertainment / Drama | 5. сезона        | Номинација |           |
| 1986   | Short Animation                              | 6. сезона        | Номинација |           |
| 1986   | Short Animation                              | 6. сезона        | Номинација |           |
| 1987   | Short Animation                              | 7. сезона        | Номинација |           |

## Опасни миш код нас
Још до крајем осамдесетих, Опасни миш је прославио читаву свет да се од бивше Југославије било емитовано на ТВ Загреб као Дармар Холмс (да не бих надмашили лику Шерлока Холмса) на хрватски језик, па касније и на ТВ Љубљани као Hrabri mišek на словеначком језику.
У Србији, након распада Југославије, Опасни миш је од раних деведесетих година емитовао и на дечјем програму ТВ Политика, због које су наведене титлове. Па касније од 2006—2007. године, Опасни миш добија синхронизацију од стране Хепи телевизије због које су одрадили око два глумца, па касније и на Кошави и на неколико локалних и регионалних телевизија. И након тога, фирма Happy Pictures је од 2007. године издала 3 ДВДа за само од 32 епизода неколико сезона.

## Опасни миш на различитим језицима
Након тога, Опасни миш је синхронизован или титлован на вишим земљама
| Држава                          | Назив                          |
| ------------------------------- | ------------------------------ |
| Кина                            | 神勇小白鼠                     |
| Француска                       | Dare Dare Motus                |
| Шкотска                         | Donnie Murdo                   |
| Шведска                         | Dundermusen                    |
| Финска                          | Voimahiiri Etsivä Danger Mouse |
| Пољска                          | Dzielna Mysz                   |
| Јапан                           | デンジャーマウス               |
| Немачка                         | Danger Mouse                   |
| Словенија                       | Hrabri mišek                   |
| Русија                          | Опасный мышонок                |
| Чешка                           | Detektiv Myšák                 |
| Израел                          | עכבר בלש                       |
| Хрватска                        | Darmar Holmes                  |
| Португал                        | Agente Zero Zero Rato          |
| Гватемала · Латинска Америка    | Danger Mouse                   |
| УК · САД                        | Danger Mouse                   |
| Србија · Црна Гора · БиХ · БЈРМ | Опасни миш                     |

## Спин-офови
- Паткула